# 네오필리나
네오필리나(Neopilina)는 고생대 캄브리아기에서 데본기에 걸쳐 번성했던 단판류 생물로 중생대 이후의 화석은 발견되지 않고 있다. 1952년 코스타리카 연안 심해에서 처음으로 살아 있는 것이 채집되었고, 그 후 멕시코만에서 페루만 사이, 홍해의 아덴만 등 수심 3,000-4,000m 사이에서 여러 종이 발견되었다. 몸은 삿갓조개와 닮았으나 눈이나 더듬이가 없고, 5-6쌍의 아가미가 외투강 전후로 늘어서 있고, 사다리 모양의 신경과 여덟 쌍의 근육이 환절(環節) 모양의 구조를 이루고 있다.